# Гимозгонджили
Гимозгонджили (груз. გიმოზგონჯილი) — село в Грузии, на территории Хобского муниципалитета края (мхаре) Самегрело-Верхняя Сванетия.

## География
Село находится в западной части Грузии, к северу от реки Риони, на расстоянии приблизительно 6 километров (по прямой) к юго-востоку от города Хоби, административного центра муниципалитета. Абсолютная высота — 14 метров над уровнем моря.

## Население
По результатам официальной переписи населения 2014 года, в Гимозгонджили проживало 585 человек (287 мужчин и 298 женщин). В национальной структуре населения грузины составляли 99,1 %, черкесы — 0,7 %, украинцы — 0,2 %.
| Год  | Население, человек |
| ---- | ------------------ |
| 2002 | 885                |
| 2014 | ↘ 585              |